# Tenebroides oblongus
Tenebroides oblongus là một loài bọ cánh cứng trong họ Trogossitidae. Loài này được Sharp miêu tả khoa học năm 1891.